# Тюрина, Анастасия
Анастаси́я Тю́рина (тадж. Анастасия Тюрина; род. 27 сентября 2001, Душанбе, Таджикистан) — таджикистанская пловчиха. Участница Олимпийских игр 2016 года в Рио-де-Жанейро по дисциплине плавания на 50 метров вольным стилем (заняла 73-е место). Является победительницей и призёром ряда национальных и международных турниров по плаванию.
С 2012 года начала заниматься плаванием. Тренер – Катерина Измайлова. Кандидат в мастера спорта Республики Таджикистан. Участвовала в чемпионате мира по водным видам спорта в Дохе в 2014 году, и в Казани в 2015 году. В 2015 году стала чемпионкой Таджикистана по плаванию в вольном стиле. В том же году смогла пройти квалификацию и получить путёвку на Олимпийские игры 2016 года, которые прошли в бразильском городе Рио-де-Жанейро. Там она заняла 73-е место и не смогла выйти на следующий этап.
Окончила душанбинскую среднюю общеобразовательную школу №28 в 2019 году. Кроме родного русского языка, владеет таджикским языком.